# Симеон од Бет Аршама
Симеон од Бет Аршама (сиријски: ܫܡܥܘܢ ܕܒܝܬ ܐܪܫܡ‎, изговор. Шемʿун оф Бетх Арсхам) је био Сиријски епископ који је ширио своја учења почетком 6. века. Он је био епископ Бет Аршама (Кућа Аршама) која се налазила у Селеукија-Ктесифону.

## Биографија
Симеон је познат као речит и страствени учесник у расправама, и посвећен својој православној вери. Обично је расправе водио са са Несторијанцима, Манихејцима и Еутихијанцима и доктринама Маркиона од Синопе и Бардесана код којих је стекао назив "Персијски расправљач".Он је провео највећи део свог живота у Месопотамији и Персији где је проповедао хришћанство, где су многи пагански Арапи и персијски Маги крштени. Непосредно пре 503, епископ Истока именовао је Симеона, за епископа Бет Аршама у Селеукији. Борио се за подршку православних верника, али је утамничен у Нисибсису на седам година. Након ослобађања, он је наставио путовање у током кога је посетио Цариград. Касније га је цар Анастасије одабрао да буде делегат на двор персијског краља Кавада I, како би разговарали ублажавању ограничења везаних за хришћане.
У рату 526. између Византије и Сасанидског царства који је оно отпочело, краљ Лахмида Ел Мундир III ибн Нуман и Сасаниди су напали Сирију. Два висока византијска заповедника Тимостратус и Јован су том приликом били заробљени.
Ово је натерало Јустинијана I да пошаљем Ел Мундхиру посланство у Ал-Хиру ради мира које су чинили од Аврам сина Еуфразија (његов син је Ноносус историчара) и Симеон Бет Аршам.
Симеона последњи пут био у посети царици Теодори у Цариграду, где је и умро око 540.

## Писма
У писму се односи на јереси Несторијанства, и Католикос Бабаиа (несторијански патријарх), владика Симеон пише:
У данима Бабаи на Католикоса, ова Марија појавила се (као) учитељ јереси следбеника Павла у Самосатског и Диодора [из Тарса] у Бет Арамаи. И Бабаи Католикос, син Хормизда који је био секретар Заберкана Марзабан од Бет Арамаје, примио је учење од њега. Свако ко не призна да је Марија Богородица, нека буде анатемисан!
- Сиријски рукописи из Ватиканске библиотеке. Фол.27а
Затим је отпутовао у Наџран да разговара са очевицима и напише извештај о масакру хришћана који су извршили Јеврејске становници Химјарског краља "Ду Нуваса" 25. новембра 523. Он је описао шта се догодило у писму "Симеона Габула":
Јевреји су сакупили све кости мученика и довео их у цркви где су их нагомиланих. Они су онда довели свештенике, ђаконе, архи-ђаконе, читаоце и синове и кћере из заједнице... они су испунили цркву од зида до зида, билоје око 2.000 лица према казивању људима који су дошли из Наџрана; онда су нагомилана дрва са целе спољне стране цркве и стављајући бакље на њих, тако да се пали црква са свима који су се у њој налазили.
-Писмо је предао Џ.С. Асемани.

## Биографија
- Syriac Manuscripts from the Vatican Library; Volume 1, VatSyr 135, number 6: A letter by Bishop Simeon of Beth Arsham concerning Barsauma and the heresies of the Nestorians. Fol. 25b.
- The letter is given by Assemani, B.O. vol. i. стр. 359 seq. A letter of Jacob of Serugh, and a hymn by Johannes Psaltes, translated into Syriac by Paul of Edessa, have been published by Schroeter in Z.D.M.G. 31. стр. 363 ff. See also Procopius, De bello Persico, i. 20.